# Euphorbia complanata
Euphorbia complanata är en törelväxtart som beskrevs av Otto Warburg. Euphorbia complanata ingår i släktet törlar, och familjen törelväxter. Inga underarter finns listade i Catalogue of Life.